# Opération Sunfish
Théâtre d'Asie du Sud-Est de la Guerre du Pacifique
Batailles
- Opération Cockpit
- Opération Transom
- Opération Matterhorn (Pelembang - Kuala Lumpur)
- Bombardements de Bangkok (1942-45)
- Bombardements de Singapour (1944-45)
- Opération Crimson
- Opération Banquet (Padang)
- Opération Light
- Opération Millet
- Opération Outflank (Robson - Lentil - Meridian)
- Opération Sunfish
- Opération Bishop
- Opération Balsam
- Opération Collie
- Opération Livery

L' Opération Sunfish est une opération aéronavale britannique pendant la Seconde Guerre mondiale dans l'océan Indien, sur le Sumatra du Nord. Cette action impliquait d'abord une mission de reconnaissance aérienne sur les positions japonaises de l'île Sabang pour préparer une attaque aérienne.

## Ordre de bataille
Les navires impliqués de la flotte des Indes orientales du vice-amiral Arthur Power, constituant la Force 63 du vice-amiral Walker, sont partis de la base de Trincomalee à Ceylan le 8 avril :
- Les porte-avions d'escorte HMS Emperor et HMS Khedive
- Le cuirassé britannique HMS Queen Elizabeth et le cuirassé français Richelieu
- Les croiseurs lourds HMS Cumberland et HMS London,
- Les destroyers HMS Saumarez, HMS Verulam, HMS Vigilant, HMS Virago et HMS Venus.
- Les pétroliers Lossie et Easedale.

## Action

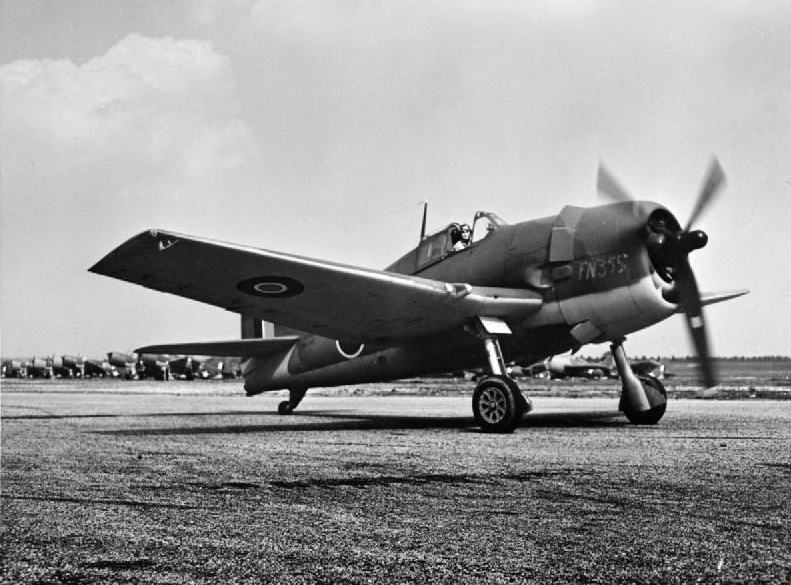
Grumman Hellcat de la Fleet Air Arm

L'avion Grumman F6F Hellcat du 888e Air Naval Squadron, la seule unité spécialisée de reconnaissance photographique de la Fleet Air Arm, entreprend des reconnaissances des zones du Port Kelang et Port Dickson du côté ouest de la Malaisie occupée par les Japonais.
Le 11 avril, des bâtiments commencent le bombardement de l'île Sabang, et d'autres le bombardement d'Oleelhoe
avec le soutien des avions des porte-avions d'escorte. Aucune force japonaise n'est présente à Sabang mais les destroyers endommage un petit caboteur déjà échoué.
Le même jour, des avions embarqués attaquent Port Blair dans le groupe des îles Andaman et le port d'Emmahaven à Padang, coulant le chasseur de sous-marins Ch-7 et un petit cargo. Les navires de la Force 63 sont ensuite attaqués par 10 avions japonais, dont deux sont abattus par les chasseurs britanniques.
Les 14 et 15 avril, après un retard de deux jours occasionné par la panne de la catapulte sur l'Emperor, l'avion embarqué effectue des sorties de reconnaissance photo très réussies au-dessus de Penang, Port Kelang et Port Dickson, perdant l'un de ses avions mais en abattant un avion japonais.
Le 16 avril, la Force 63 attaque de nouveau le port de Padang, coulant un navire marchand de 4 000 tonnes et endommageant les ateliers. Les chasseurs britanniques abattent un avion japonais et endommagent trois avions au sol. Pendant ce temps, les destroyers Vénus et Virago font une reconnaissance entre les îles périphériques et le continent et coulent six jonques.
La Force 63 est ensuite revenue à Trincomalee qu'elle a atteint le 20 avril.